# Тигр Шарпа
Тигр Шарпа (также Тигр стрелка Шарпа) — пятнадцатый (однако первый в хронологическом порядке) исторический роман Бернарда Корнуэлла в серии о Ричарде Шарпе, впервые опубликованный в 1997 году. Он выступает в качестве приквела к «оригинальной» серии Шарпа, которая начинается в 1809 году, когда Шарп уже является капитаном и участвует в Пиренейской войне во время битвы при Талавере в Испании. В Тигре Шарпа он недавно завербованный рядовой в 33-го пехотного полка, служащий в южной Индии во время осады Серингапатама в 1799 году.
Это также первый из трёх романов (за которым последовали «Триумф Шарпа» и «Крепость Шарпа»), описывающих военную службу Шарпа в Индии, и первый из пяти романов (в том числе «Трафальгар Шарпа» и «Добыча Шарпа»), события которых происходят до Пиренейской войны.

## Краткое содержание
Ричард Шарп является рядовым 33-го пехотного полка британской армии, которая вторглась в Майсур и наступает на столицу Типу Султана Серингапатам. Шарп замышляет дезертирство со своей любовницей, вдовой Мэри Биккерстафф. Его сержант-садист Обадайя Хэйксвилл и командир роты капитан Моррис хотят превратить Мэри в проститутку и задумывают план, согласно которому Хэйксвилл намеренно провоцирует Шарпа напасть на него. Инцидент засвидетельствован Моррисом и младшим офицером, прапорщиком Хиксом, что приводит Шарпа к военному суду, который выносит ему неявный смертный приговор — нанесение 2000 ударов плетью. Однако его спасает то, что командир полка Артур Уэлсли (позже герцог Веллингтон) останавливает наказание на 200-м ударе. Выясняется, что лейтенант Уильям Лоуфорд попросил отправить Шарпа на специальную миссию. Шарп соглашается, но ставит условие, что в случае успеха он будет произведён в сержанты.
Лоуфорд и Шарп притворяются дезертирами, чтобы спасти полковника Гектора Маккандлесса, начальника разведывательной службы Британской Ост-Индской компании; порка Шарпа непреднамеренно обеспечивает для них идеальное прикрытие. Хотя в их команде номинально командует Лоуфорд, Шарп быстро начинает доминировать над лейтенантом благодаря своей силе воли и опыту, и без разрешения берёт на задание Мэри. Кроме того, Шарп помогает разработать легенду для Лоуфорда: лейтенант изображает вора, который дезертирует с Шарпом после того, как стал свидетелем наказания последнего. Вскоре они схвачены разведчиками из армии Типу и приведены в Серингапатам, где встречают полковника Гудена, французского военного советника Типу. Во время их допроса входит Типу и приказывает им заряжать мушкеты, а затем заставляет убить британского заключенного. Когда Шарп готовится казнить заключенного — полковника Маккандлесса — ему удаётся незаметно для окружающих сказать Маккандлессу, что он двойной агент, и узнает, что Типу поставил ловушку для британцев, заминировав самую слабую (и, следовательно, наиболее привлекательную) часть городской стены и что они могут передать сообщение британцам через шпиона в городе. При его попытке выстрелить в Маккандлесса мушкет даёт осечку — Типу намеренно дал ему и Лоуфорду безвредную замену настоящему пороху.
Лоуфорд и Шарп зачислены в войска Гудена, а Мэри отправлена работать слугой в дом одного из генералов Типу, Аппа Рао, который втайне от Типу поддерживает британцев, поскольку они планируют поставить на трон индуистского раджу, если мусульманин Типу будет побеждён. Когда Лоуфорд высказывает Шарпа своё негодование его попыткой убить Маккандлесса, Шарп рассказывает о том, что он узнал от полковника, и что он знал, что Типу не дал им настоящий порох — хотя откровенно признаёт, что если бы ему пришлось застрелить Маккандлесса, он бы так и сделал, чтобы поддержать их историю. Когда они ищут британского шпиона, полковник Гуден подвергает их второму испытанию. Им приказано стрелять в пару британских разведчиков из нарезного охотничьего оружия (первое знакомство Шарпа с нарезным оружием вместо гладкоствольного мушкета). Шарп промахивается, но Лоуфорд, который намеренно пытается промахнуться, к своему ужасу ранит одного из разведчиков. В качестве дальнейшего испытания, Шарп помогает защитить лагерь майсурцев, который подвергается нападению англичан. Во время этой атаки Шарп сталкивается с Хэйксвиллом и пытается убить его, но его останавливает Гуден, которому нужны заключенные. Несколько других солдат его бывшего полка захвачены в плен, хотя Моррис убегает, и их ведут обратно в Серингапатам, где Хэйксвилл замечает Лоуфорда в толпе. Типу награждает Шарпа за его действия во время атаки, и теперь Шарп может посещать Мэри. Однако, когда они встречаются, он обнаруживает, что она оставила его ради одного из людей Аппа Рао, Кунвара Сингха. Однако Шарп встречает эту новость с пониманием. Тем временем Типу приказывает своим личным телохранителям, грозным джетти, казнить заключённых, но оставляет Хэйксвилла в живых, когда тот раскрывает истинное звание Лоуфорда, а также то, что (учитывая, что офицеры редко дезертируют) Шарп и лейтенант являются шпионами. Их захватывают в плен, и Шарпа мучают, пока Лоуфорд не рассказывает об их задании. Гуден сообщает им, что шпион, которого они искали в городе, был убит за несколько недель до этого и был скормлен домашними тиграми Типу. Затем их заключают в тюрьму с Маккандлессом и Хэйксвиллом, пока британская армия готовится атаковать город, намереваясь прорваться через заминированную стену. Во время их заключения Лоуфорд и Маккандлесс учат Шарпа читать и писать, поскольку это ему понадобится, если его сделают сержантом.
После нескольких дней артобстрела британцы наконец-то проделывают брешь в стене и готовятся к атаке. С приближением штурма Аппа Рао приказывает Кунвару Сингху освободить Маккандлесса, чтобы полковник мог помешать британцам разграбить его дом, в то время как Типу приказывает принести Шарпа, Лоуфорда и Маккандлесса в жертву. Мэри присоединяется к Сингху, когда он собирается освободить Маккандлесса, и помогает Шарпу сбежать, передав ему пистолет, из которого он убивает охраняющего их тигра. Затем Шарп быстро побеждает джетти, посланных убить их, и они с Лоуфордом и Маккандлессом сбегают, оставив Хэйксвилла в камере. Затем Лоуфорд и Шарп обезвреживают мину, преждевременно её взорвав, и при этом захватывают в плен Гудена. Увидев взрыв мины, Рао решает открыто предать Типу и уводит своих солдат, в результате чего англичане начинают побеждать в битве. Оставив Лоуфорда с Гуденом, Шарп возвращается к Хэйксвиллу и бросает его тиграм Типу, надеясь, что они съедят сержанта. Затем он выслеживает Типу, который бежит из города, и убивает его, после чего забирает бывшие при нём драгоценности. Но в знак признания несомненной храбрости Типу Шарп вместо того, чтобы забрать его украшенный драгоценными камнями меч, вкладывает его в руку умирающего, приветствуя его в последние минуты его жизни.
Британцы берут город под свой контроль и ставят раджу его правителем, хотя тот и играет роль марионетки британцев. Хэйксвилл выживает в столкновении с тиграми, так как они были накормлены до битвы и поэтому не стали его есть. Шарп, который теперь получил звание сержанта, отказывается брать на себя ответственность за убийство Типу, поскольку в этом случае у него будут отобраны драгоценности, которые он забрал у мертвого султана. Несмотря на это, Маккандлесс подозревает, что Типу убил Шарп, но не развивает эту тему. Вместо этого на похоронах Типу он предлагает Шарпу снова поработать вместе.

## Персонажи
- Ричард Шарп — главный герой; рядовой в составе британской армии, служащий в Индии в 33-м полку.
- Уильям Лоуфорд — лейтенант Шарпа, который помогает ему освободить полковника Маккандлесса.
- Мэри Биккерстафф — вдова солдата, наполовину индианка; испытывает привязанность к Шарпу, но позже выходит замуж за генерала Аппа Рао.
- Генерал Джордж Харрис — командующий британскими войсками в Индии, сражающийся против Типу.
- Генерал-майор Дэвид Бэйрд — бывший заключенный Серингапатама, теперь жаждущий мести.
- Полковник Артур Уэлсли — впоследствии 1-й герцог Веллингтон, офицер, который спасает Шарпа от казни.
- Полковник Гектор Маккандлесс — шотландский офицер разведки Британской Ост-Индской компании, находящийся в плену у султана Типу в темницах Серингапатама.
- Типу Султан — индийский король, убитый Шарпом. Его красный рубин и некоторые другие его драгоценности украдены Шарпом.
- Полковник Жан Гуден — французский советник султана Типу.
- Сержант Обадайя Хэйксвилл — становится врагом Шарпа, подстроив тому наказание в 2000 ударов.
- Бревет-лейтенант Фицджеральд — убит Хэйксвиллом во время битвы под Серингапатамом.
- Энсин Хикс — младший офицер, служащий в роте лёгкой пехоты.
- Капитан Моррис — командир роты 33-го полка.
- Майор Ши — командир 33-го полка.
- Полковник Гент — офицер, отвечающий за разрушение крепостной стены.
- Генерал Аппа Рао — офицер-индуист, друг полковника Маккандлеса, служивший в армии султана, позже женился на Мэри.

## Издание на русском языке
- Бернард Корнуэлл. Тигр стрелка Шарпа. — Москва: Эксмо, 2007. — (Приключения Ричарда Шарпа). — ISBN 978-5-699-23224-6.